# سوسنوفوبورسک، کراسنویارسک
شهر سوسنوفوبورسک، کراسنویارسک (به روسی: Сосновоборск) در کشور روسیه و در کرای کراسنویارسک واقع شده‌است.